# Марокко
Маро́кко (араб. المغرب, Аль-Мáгриб — «захід», також араб. المغرب الأقصى, кириліз.: Аль-Магриб-аль-Акса — «далекий захід», бербер. ⴰⵎⵕⵕⵓⴽ, трансліт. Амррок), офіційна назва — Королі́вство Маро́кко (араб. المملكة المغربية, кириліз.: аль-Мамляка ль-Магрібія, бербер. ⵜⴰⴳⵍⴷⵉⵜ ⵏ ⵓⵎⵕⵕⵓⴽ, трансліт. Таглдіт н Умррок) — країна на півночі Африки, зі столицею у Рабаті. Межує на півночі з Іспанією (водний кордон через Гібралтар, а також сухопутний кордон із трьома іспанськими напіванклавами — Сеутою, Мелільєю та Пеньйон-де-Велес-де-ла-Гомерою); на сході і південному-сході — з Алжиром; на півдні — із Західною Сахарою, в минулому іспанською провінцією, яку в 1975 році розділено між Марокко і Мавританією, а в 1979 році анексовано Марокко. Марокканський берег омивається Атлантичним океаном, та через Гібралтарську протоку переходить до Середземного моря. Кордони сучасного Марокко в деякій їх частині понині залишаються спірними. Площа — 458 730 км², або 710 850 км², якщо врахувати спірну територію Західної Сахари. Станом на липень 2020 року населення Марокко з урахуванням Західної Сахари становить 36 910 560 осіб.

## Походження назви
Повне арабське ім'я al-Mamlaka al-Maġribiyya перекладається як «Західне Королівство», та нерідко застосовується коротка назва al-Maġrib (Захід).
Назва «Марокко» походить від іспанського «Marruecos», португальського «Marrocos», середньовічного латинського «Morroch», що створена від іменування тодішньої столиці Marrakesh (Марракеша). Назва «Маракеш», в свою чергу, походить із берберської й дослівно означає «Земля Бога».

## Географія

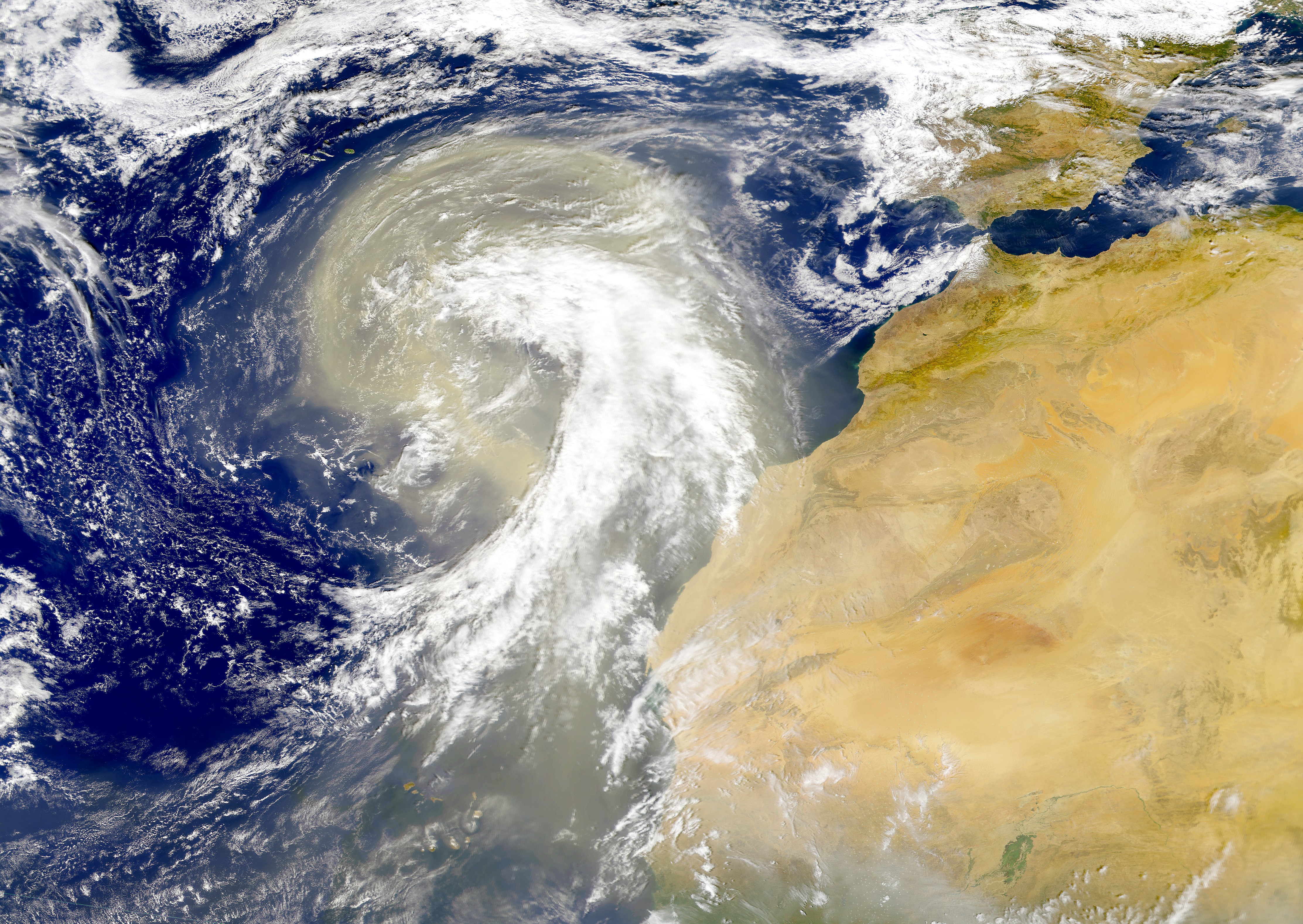
Територія Марокко із космосу

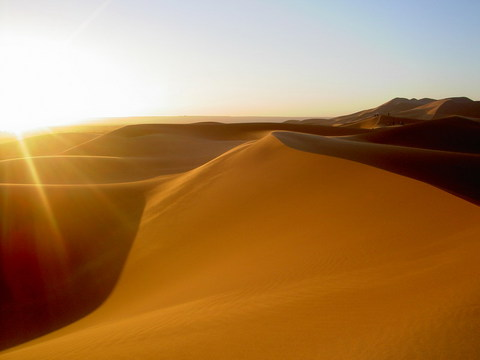
Дюни в пустелях Марокко

Держава розташована на північному заході Африки, у регіоні Магриб. Територія країни простягається з півночі на південь на 910 км, а із заходу на схід — на 1170 км. На сході межує з Алжиром (спільний кордон — 1350 км); на півночі з іспанськими територіями на африканському континенті, Сеутою і Мелільєю; на півдні — із Західною Сахарою (умовний кордон 650 км). На півночі омивається водами Середземного моря (537 км), на північному заході — безпосередньо водами Атлантичного океану (2445 км).
Рельєф країни середньо- і високогірний з долинами і плато, прибережними низовинними рівнинами і дюнами. Головними гірськими пасмами є Антиатлас (1800—2712 м, г. Ікнікуїн), Високий Атлас (3000—4165 м, г. Тубкаль), Середній Атлас (2300—3340 м, г. Бу-Наср), Ер-Риф (до 2456 м, г. Тідикін). Рівнини з відмітками до 300 м розташовані вздовж узбережжя. Міжгірські рівнини Марокканської (Західної) Месети і Високого Плато (Мароккано-Оранської, або Східної Месети) обрамовані ланцюгами Ер-Рифу, Середнього та Високого Атласів. На півдні й південному сході розташовані піщані і кам'янисті пустелі Сахари.
На півночі країни панує середземноморський клімат із м'якою вологою зимою і спекотним, сухим літом, на атлантичному узбережжі — більш помірний морський клімат (з прохолоднішим літом і меншою різницею температур), в Атлаських горах — гірський клімат (з суворими зимами, з рясними снігопадами на високогір'ях та коротким літом), у південних районах країни — пустельний клімат (з високими температурами вдень, низькою вологістю і рідкими опадами).
Поверхневі води країни представлені невеликими річками, основними з яких є Себу (північна, найдовша і найповноводніша річка, що впадає в Атлантичний океан), Умм-ер-Рбія (друга за довжиною річка, відома своїми водоспадами та використанням для гідроенергетики), Драа та Зіз (сезонні річки, які частково пересихають у літній період, важливі для оазисів у Південному Марокко). Значна частина їх води використовується для зрошення сільськогосподарських земель. У країні збудовано багато дамб і водосховищ для регулювання водозабезпечення. Річки, крім нижньої течії, не судноплавні. У гірських районах зустрічаються гірські озера (Іслі, Тісліт). У пустельних районах значну роль відіграють підземні артезіанські води, які забезпечують існування оаз.
Ґрунтовий покрив Марокко тісно пов'язаний із кліматичними умовами та рельєфом. У гірських районах поширені коричневі ґрунти,  у вологих передгір'ях — червоноземи й жовтоземи, у степах і напівпустелях — сіро-коричневі ґрунти, у пустелях — солончаки та піщані ґрунти. Родючі ґрунти поширені переважно на атлантичному узбережжі та в міжгірських долинах.
Марокко входить до Середземноморського біорегіону, однак завдяки різноманіттю природних умов ландшафти, рослинний і тваринний світ країни досить багаті. Виділяють 4 природні зони, зокрема середземноморські ліси (в основному дубові, кедрові та ялівцеві ліси в горах), сухі степи і напівпустелі (на плато і в гірських долинах), пустельні ландшафти (з розрідженою рослинністю, сукулентами та колючками) та оазиси (з плантаціями з фінікових пальм, гранату, інжиру та інших специфічних культур). Досить багатою також є фауна (макака лісовий, газелі, шакал, соколи, беркут та інші хижі птахи, численні плазуни, комахи тощо).
Головними екологічними проблемами в країні є деградація ґрунтів (через надмірне випасання худоби, вирубку гірських лісів), опустелювання в південних регіонах, втрата біорізноманіття (зменшення чисельності диких тварин через знищення середовища існування та через надмірне полювання), забруднення повітря та води у великих містах і промислових районах, дефіцит води (через зміну клімату, зростання населення та нераціональне використання. водних ресурсів). Задля збереження ландшафтного та біологічного різноманіття в країні створено низку національних парків і резерватів, зокрема національні парки «Іфран» (охорона лісових масивів Середнього Атласу), «Тубкаль» (охорона природи Високого Атласу), «Сус—Масса» (для збереження птахів, зокрема ібіса).
Природні ресурси представлені родючими ґрунтами північних районів Марокко, які використовуються для вирощування оливок, цитрусових, винограду та зернових культур. Країна багата на корисні копалини, зокрема на фосфорити (одні з найбільших у світі запаси фосфатів), свинець, цинк, марганець, мідь, залізну руду тощо. Країна має обмежені запаси нафти та природного газу, але активно розвиває відновлювану енергетику, зокрема сонячну та вітрову.

## Історія

### Берберське Марокко

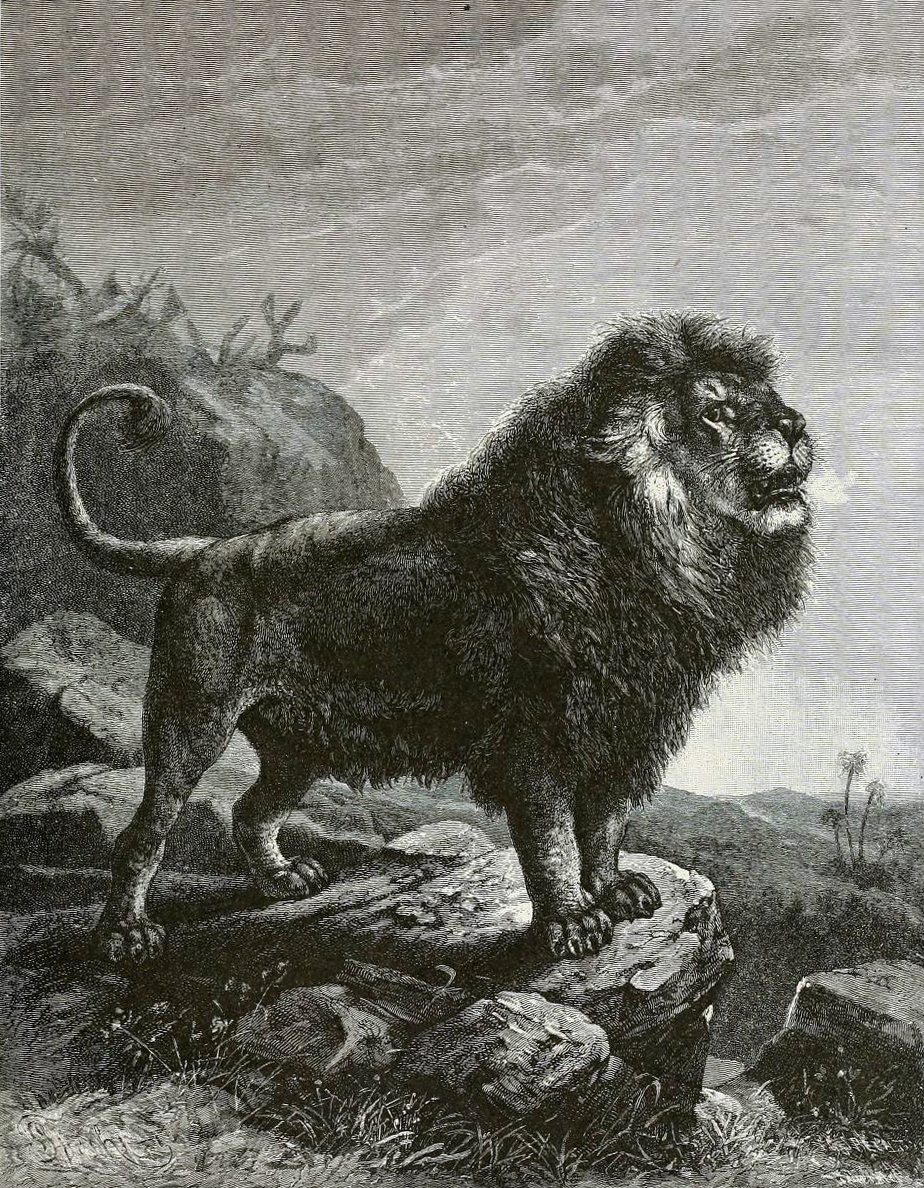
Берберійський лев часто вважається одним із національних символів Марокко

Територія сучасного Марокко була обжита людьми з епохи неоліту (щонайменше з 8 тисячоріччя до н. е., як можна судити, виходячи з залишків капсійської культури), періоду, коли Магриб був менш посушливим, ніж він є тепер. В епоху Мезоліту територія сучасного Марокко нагадувала радше савану, аніж сучасну територію з посушливим кліматом. У той період Марокко було відоме під назвою «Мавретанія» (не плутати з сучасною країною Мавританією). Сучасний аналіз ДНК довів, що багато народів внесли свій вклад у сучасну марокканську генну водоверть на додачу до головної етнічної групи (берберів). Іншими народами стали араби, ібери, фінікійці, євреї та народи Африки південніше Сахари.

### Римський період

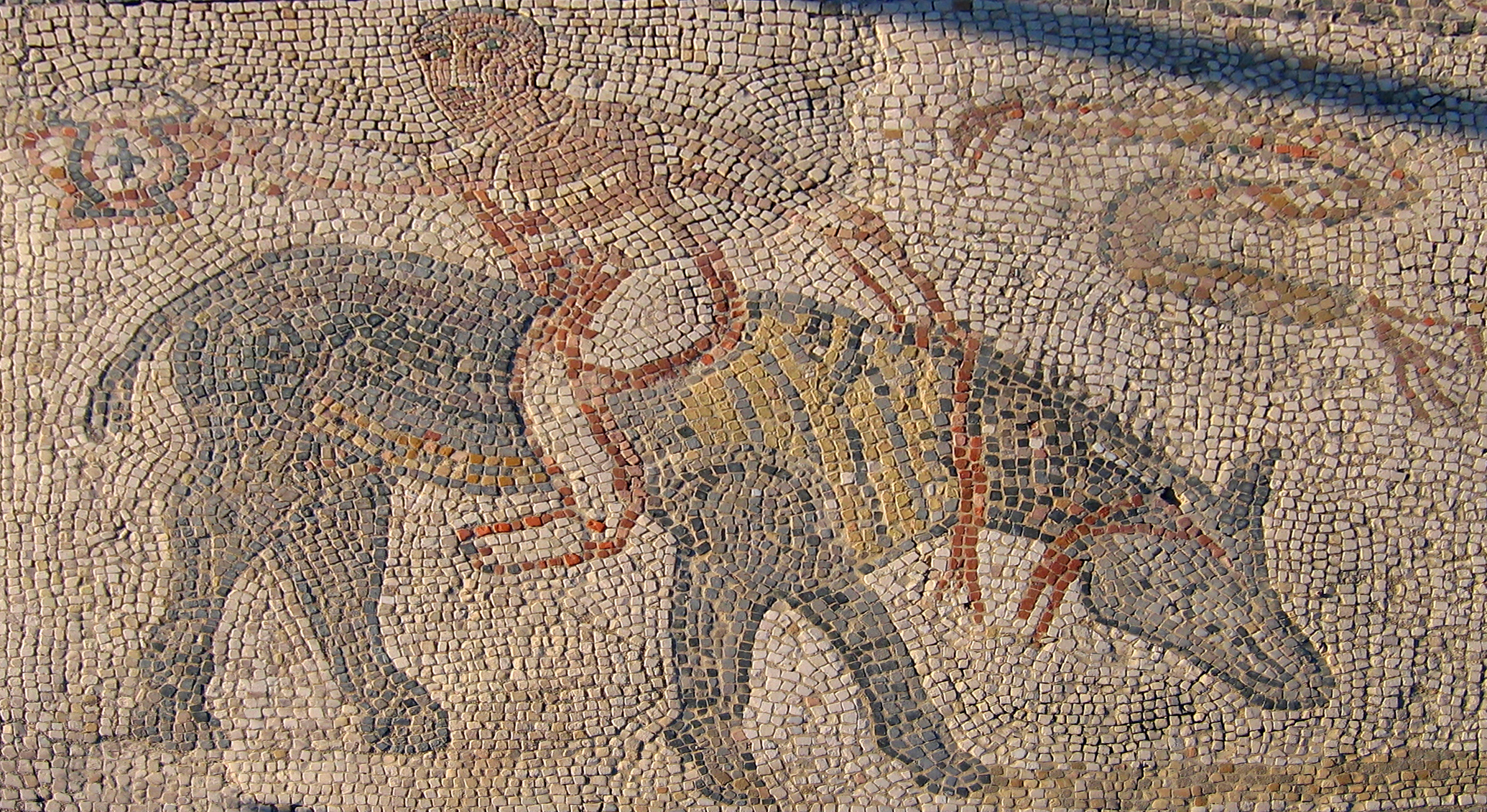
Римська мозаїка в Волубілісі

Північна Африка загалом, та територія сучасного Марокко зокрема, поступово втягувались у все ширшаючий Середземноморський світ завдяки фінікійським торговим колоніям та поселенням, що почали оселятись тут починаючи з VII сторіччя до н. е. Прихід фінікійців започаткував довге об'єднання в Середземномор'я, цей стратегічний регіон сформував частину Римської імперії, відому під назвою Мавританія Тінгітанська. В V сторіччі н. е. з падінням Римської Імперії територію сучасного Марокко захопили вандали та вестготи, а через 100 років — візантійці. Щоправда, протягом цього часу більша частина гористої території сучасного Марокко залишалась непідкореною та перебувала в руках своїх корінних мешканців — берберів. Християнство було запроваджено в II сторіччі та знайшло прихильників в містах, серед рабів і берберських селян

### Ісламське Марокко
Ісламська експансія почалася в VII сторіччі н. е. Перше ісламське завоювання Північноафриканського берега відбулося в 670 році під керівництвом Укба ібн Нафі, генерала династії дамаських Омеядів. Однак перші арабські поселення на території Марокко виникли лише у другій половині VIII ст., коли було закладено мусульманські міста Сіджильмаса (757 р.) і Фес (788 р.). Араби принесли свої звички, культуру та іслам, який прийняли більшість берберів, формуючи держави та королівства, такі як Королівство Некор та Берегвати, іноді після кількарічних громадянських війн. Під керівництвом Ідрісіда ібн Абдаллаха, який започаткував династію Ідрісідів, країна скоро розірвала зв'язки з метрополією та вийшла з-під контролю багдадських Аббасидів. Ідрісіди перенесли столицю у Фес. Марокко стало центром навчання та найбільшою силою в регіоні.

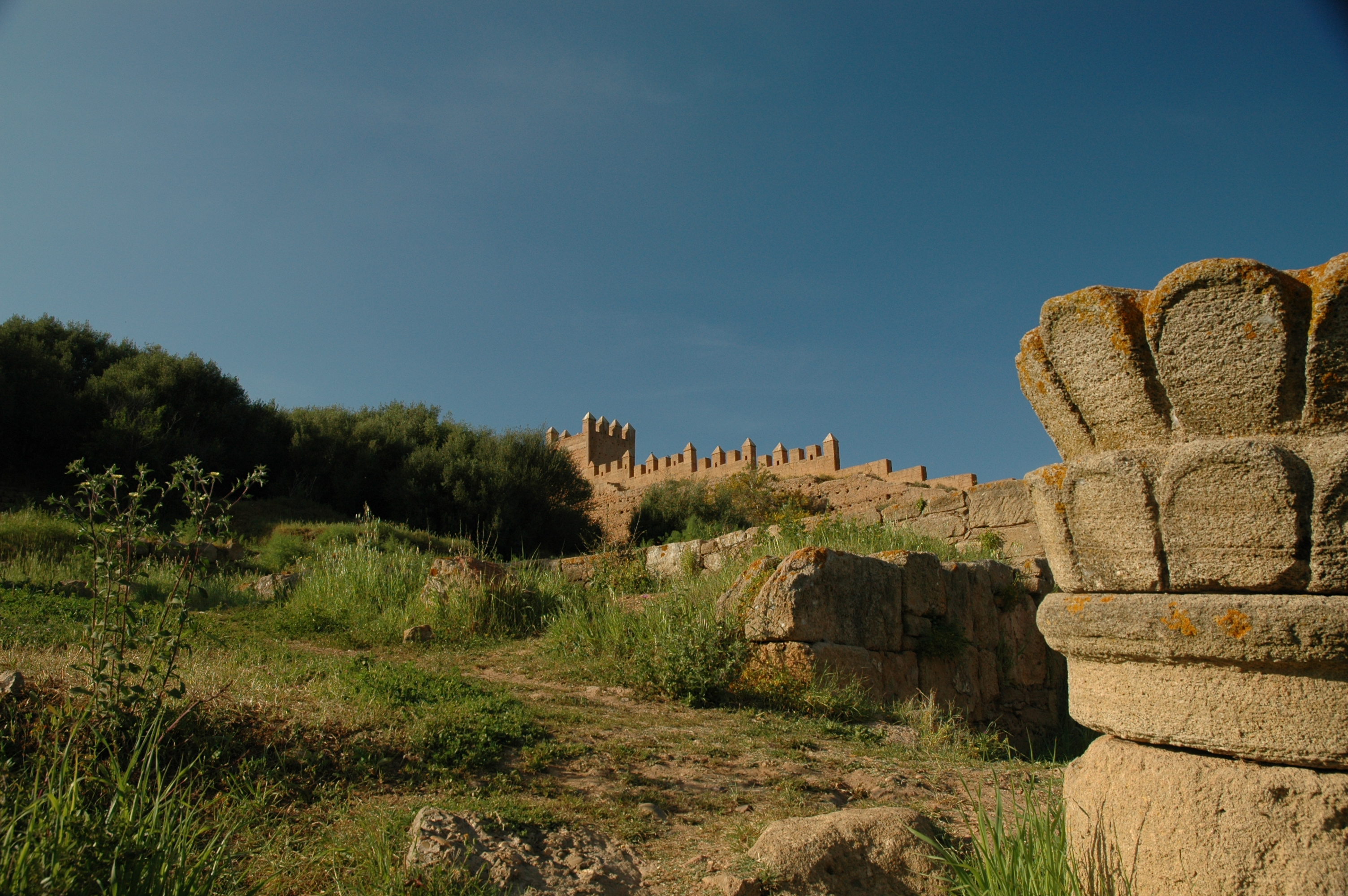
Руїни Chellah, Рабат
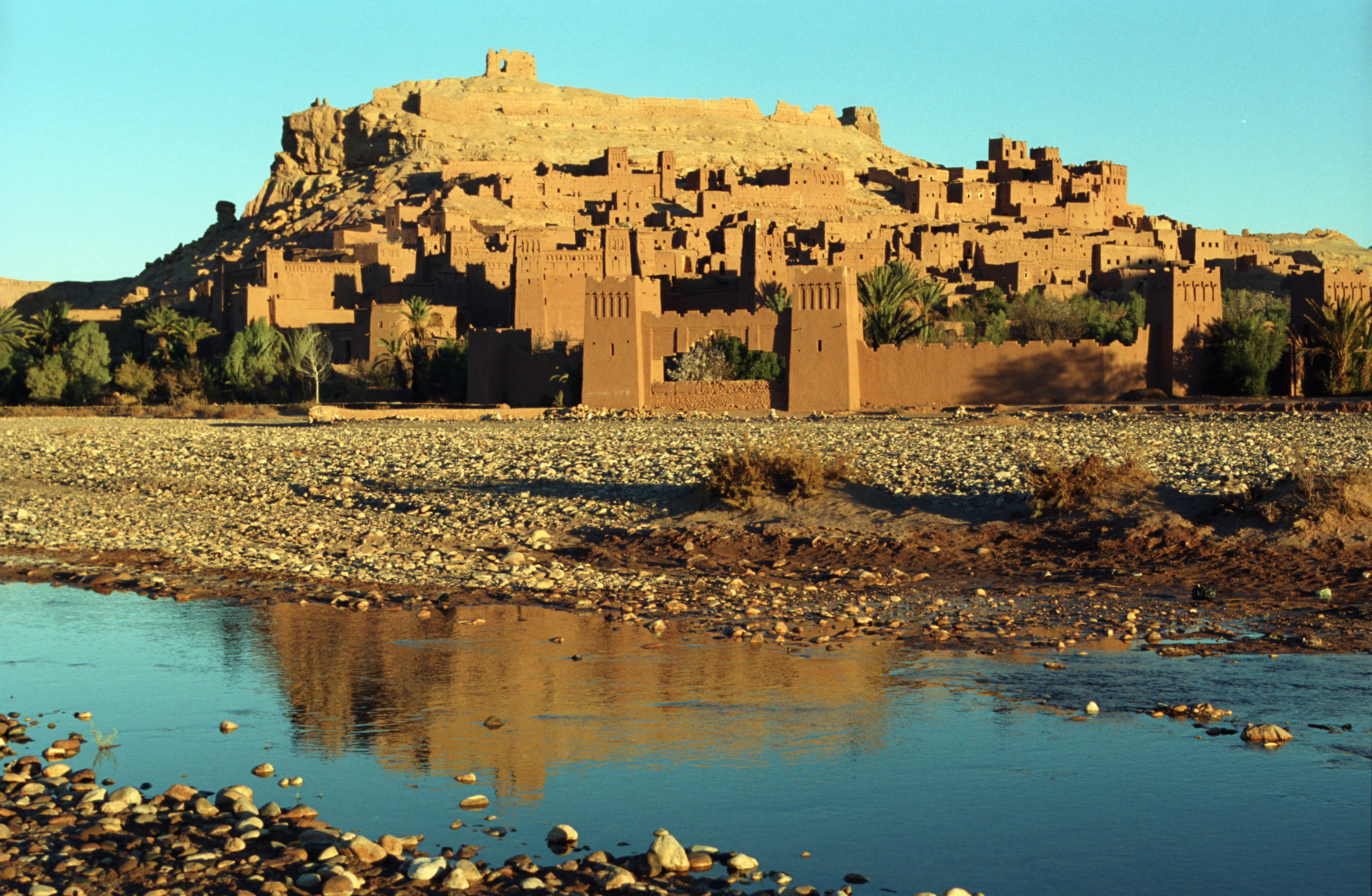
Казбах Айт-Бен-Хадду на верхньому Атласі.
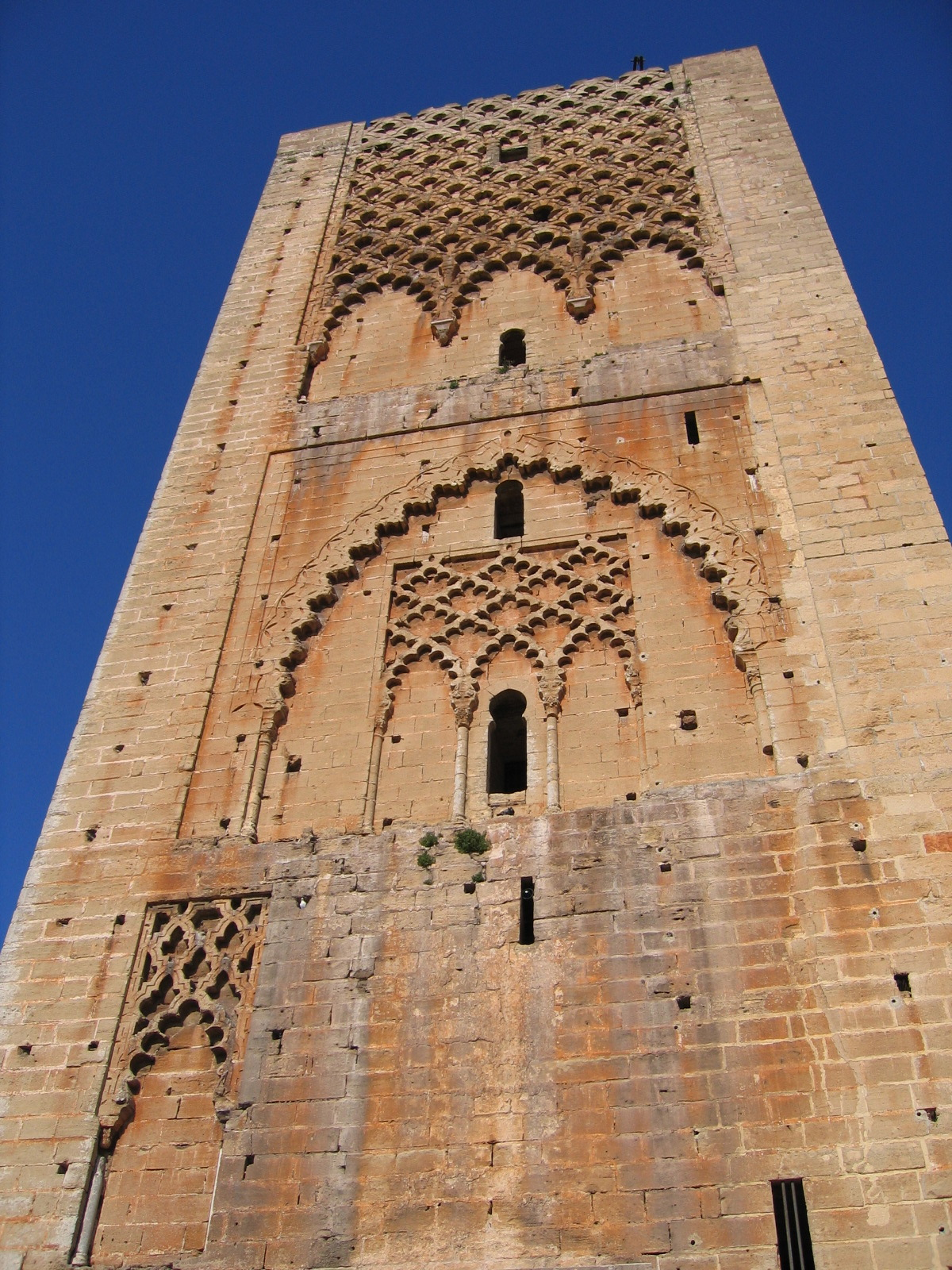
Хассанська вежа, незавершений мінарет в Рабаті, побудований за династії Алмохад
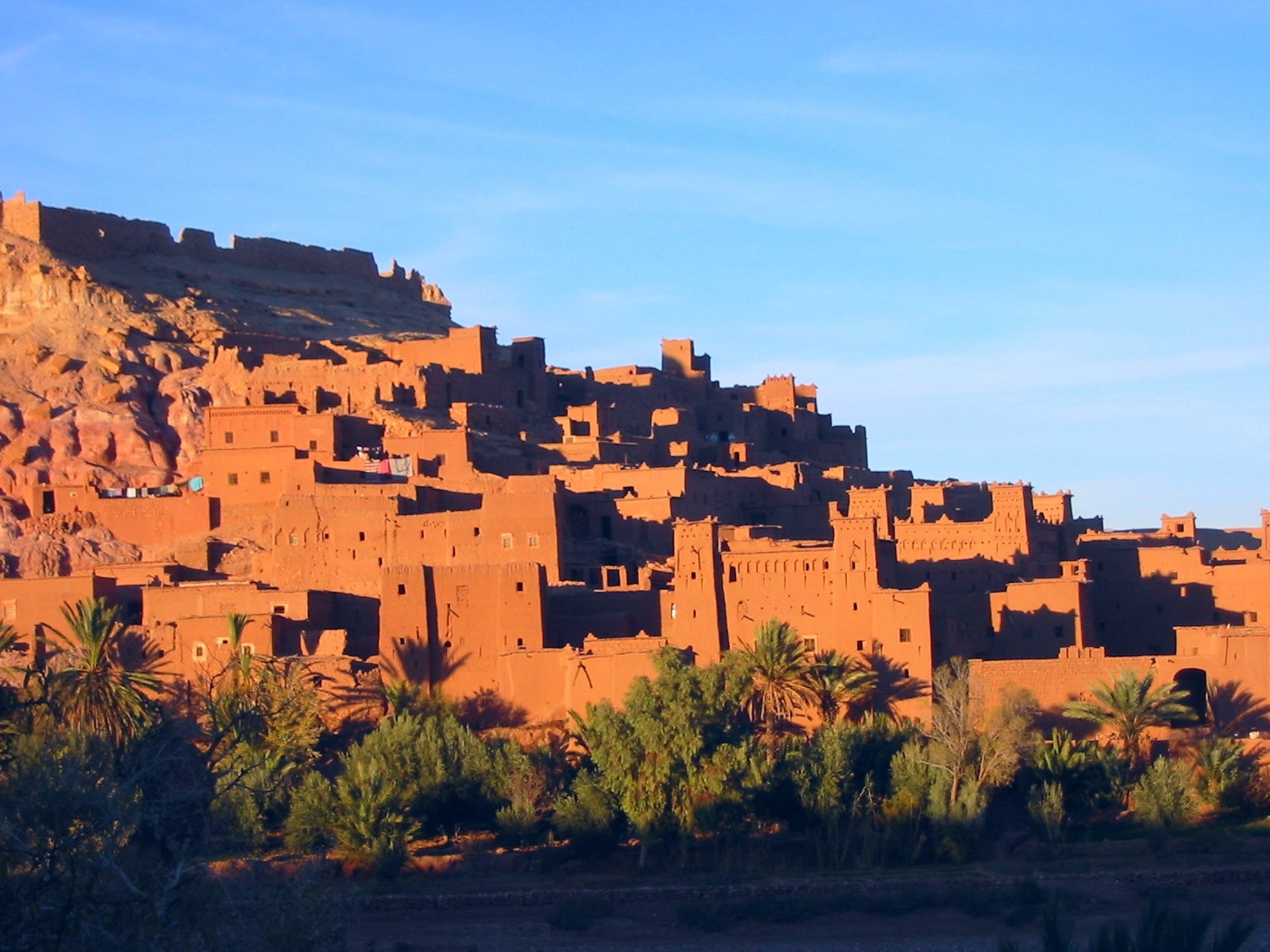
Aït Бен-Хадду в вечірньому світлі

Після падіння династії Ідрісідів, арабські завойовники втратили політичний контроль над марокканським регіоном. Надалі формували уряди та правили країною мусульманські берберські династії. Після реконкісти Піренейського півострова великі групи мусульман та євреїв з Андалусії перебрались через Гибралтарську протоку до Марокко. Слідом за берберськими династіями контроль перейшов до династії Алавітів. Марокко зіштовхнулося з агресією з боку Іспанії та Османської імперії, що розширялася вздовж узбережжя Магрибу на Захід. Алауїтам вдалося стабілізувати ситуацію, та попри те, що королівство було меншим за розмірами, ніж попередні королівства в регіоні, воно було досить заможним. Створення об'єднаного королівства всіх земель розвинулося при Ізмаїлі ібн Шерифі (1672—1727), котрий, переборюючи опір місцевих племен, почав створювати уніфіковану країну.
Марокко стало першою країною, що визнала молоді Сполучені Штати Америки як незалежну країну в 1787 році.

### Європейський вплив
Вдалі спроби Португалії захопити та контролювати Атлантичне узбережжя в XV сторіччі не сильно вплинули на Середземноморське серце Марокко. Після Наполеонівських війн Єгипет та Північноафриканський Магриб стали ще більш непідконтрольними Стамбулу, розсадником піратів, та з індустріалізацією Європи — ласим шматочком для потенційної колонізації. Магриб мав більше багатства, перевіреного часом, ніж інша, невідома Африка, а також положення, що охоплювало вихід з Середземного моря. Вперше Марокко викликало певний інтерес для Європейських країн. Так, Франція почала виявляти інтерес до Марокко ще в 1830 році. Визнання в 1904 році Великою Британією Французької сфери впливу в Марокко спровокувало реакцію Німецької імперії; кризу червня 1905 року було врегульовано на Алжирській конференції в Іспанії (1906), що формалізувала особливе становище Франції та доручила управляти Марокко спільно Франції та Іспанії. Друга Марокканська криза (Агадирська криза), спровокована Німеччиною збільшила напруженість в Європі. Феський договір (підписаний 30 березня 1912 року) зробив Марокко протекторатом Франції. За тією ж домовленістю Іспанія стала протектором Північної та Південної Сахари 27 листопада того ж року.
Багато марокканських солдатів служило у Французькій армії в Першій та Другій Світових війнах, та в Іспанській Національній Армії під час Іспанської громадянської війни. Приблизно 8000 із них загинули на фронтах.

### Опір

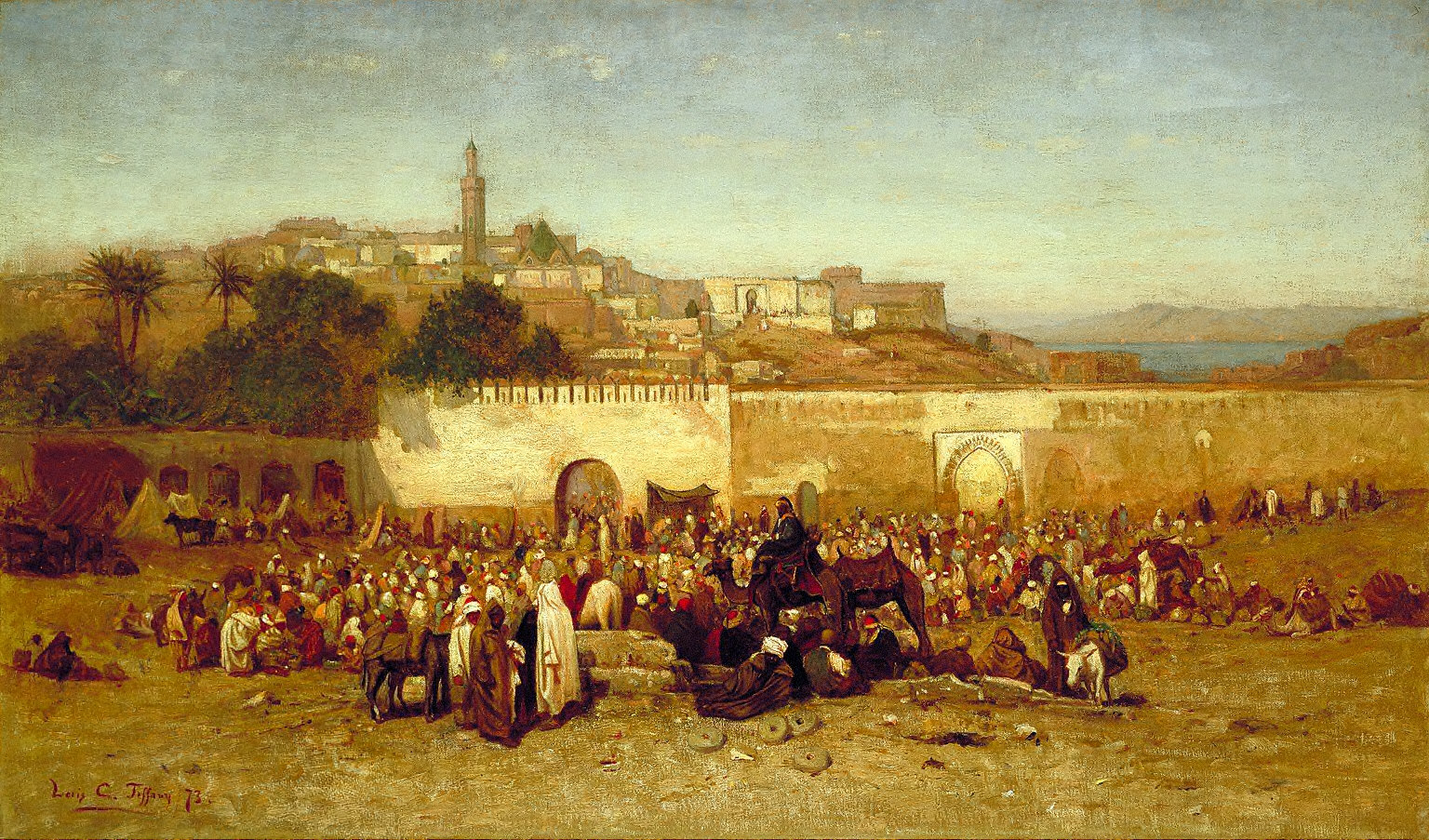
До 1956 Танжер мав досить багатоманітне населення, що включало 40 тис. мусульман, 30 тис. європейців та 15 тис. євреїв

Націоналістичні політичні партії, що згодом сформувались під французьким протекторатом, засновували свої вимоги щодо незалежності Марокко на таких документах Другої Світової війни, як Атлантична хартія (спільна американо-британська декларація, що проголошувала серед іншого право всіх людей вирішувати форму уряду, при якому вони живуть). Маніфест «Партії незалежності» (Istiqlal Party) в 1944 році був однією з перших громадських вимог незалежності. Партія згодом забезпечила значною мірою керівництво націоналістичним рухом.
Вигнання французами Могамеда V в 1953 році на Мадагаскар, та його заміна непопулярним Могамедом бен Аарафою, чиє правління сприймалось як нелегітимне, викликала бурхливе протистояння французькому та іспанському протекторатам. У серпні 1953 року Ахмед Хаскоурі, халіф Іспанського Марокко оголосив Могамеда V легітимним султаном всього Марокко. Найжорстокіший супротив було виявлено в місті Уджда, де марокканці нападали на французів та інших європейських жителів на вулицях міста. Операції щойно створеної «Jaish al-tahrir» (Армії звільнення) було здійснено 1 жовтня 1955 року. Jaish al-tahrir було створено «Арабським Магрибським комітетом звільнення» (Comité de Libération du Maghreb Arabe) в Каїрі, Єгипет для організації руху опору проти окупації. Його метою було повернення короля Могамеда V, звільнення Алжиру та Тунісу. Франція дозволила Могамеду V повернутися в 1955 році, а переговори, що привели до незалежності Марокко почалися наступного року.
Усі ці події допомогли повернути рівень солідарності між людьми та щойно поверненим королем. З цієї причини революція була названа «Taourat al-malik wa shaab» (Революція короля та людей) та відзначається 20 серпня щороку.

### Недавня історія
Незалежність від Франції отримана в 1956 році. 4 січня 1969 року після декількох резолюцій ООН Іспанія передала Марокко провінцію-анклав Іфні. Глобальний перегляд конституції в 1972. Західна Сахара передана Іспанією Марокко і Мавританії в 1975 році; партизанська війна в Західній Сахарі з Фронтом Полізаріо (організацією, що виступає за незалежність регіону); Марокко в 1983 погодилося на запропоновану формулу, але відмовилося мати справу із самим Полізаріо. Перемир'я підписане в 1987, але війна триває. Дипломатичні відносини з Алжиром і Сирією відновлені у 1988 і 1989. Нова конституція прийнята на національному референдумі в 1992.
Сучасні кордони Марокко сформувалися в період 1912—1956, коли французька, іспанська і міжнародна адміністрації здійснювали управління окремими частинами країни. У 1956 було скасовано протекторат і визнано національну незалежність і територіальну цілісність Марокко.

## Політична система
Марокко за формою правління є королівством, глава держави — король. Король Марокко наділений деякими повноваженнями виконавчої влади, включаючи право розпуску парламенту. 23 липня 1999 року на престол зійшов король Мохаммед VI ібн Гасан. Державний устрій — унітарна держава.
Питання про конституційну реформу було піднято під впливом революцій у сусідніх арабських державах і після акцій протесту в країні у лютому 2011 року, учасники яких вимагали обмежити повноваження короля і вжити заходів для боротьби з корупцією та за соціальну несправедливість. Король Могамед VI виступив з пропозицією внести зміни до конституції країни 9 березня 2011 року. Проєкт конституційної реформи був винесений на референдум і передбачав розширення повноважень прем'єр-міністра, який отримує право розпускати парламент і призначати осіб на державні посади. Прем'єр-міністра буде обирати партія, що отримала більшість місць в парламенті. При цьому король Марокко залишається главою держави і головнокомандувачем збройних сил країни.
Запропонований проєкт реформи конституції не влаштував марокканську опозицію, що наполягала на передачі всієї виконавчої влади в країні виборним посадовим особам. В Марокко пройшли багатотисячні акції протесту проти конституційної реформи, а молодіжне «Рух 20 лютого» закликало бойкотувати голосування.
Проте жителі Марокко підтримали проєкт реформи конституції, запропонований королем Могамедом VI. На референдумі, проведеному 1 липня 2011, за конституційну реформу проголосували 98 % виборців. Явка на референдумі, за даними МВС, перевищила 72 %, при тому 30 % виборців, які взяли участь у голосуванні, були молодші за 35 років.

### Парламент

#### Політичні партії
На парламентських виборах 14 листопада 1997 року до парламенту Марокко пройшли наступні політичні партії:
- Соціалістичний союз народних сил — 57 місць (17,5 %);
- Конституційний союз Марокко — 50 місць (15 %);
- Національне об'єднання незалежних — 46 місць (14 %);
- Народний рух Марокко — 40 місць (12 %);
- Істікляль — 32 місць (10 %);
- Соціал-демократичний рух Марокко — 32 місця (%)[3].

### Зовнішня політика

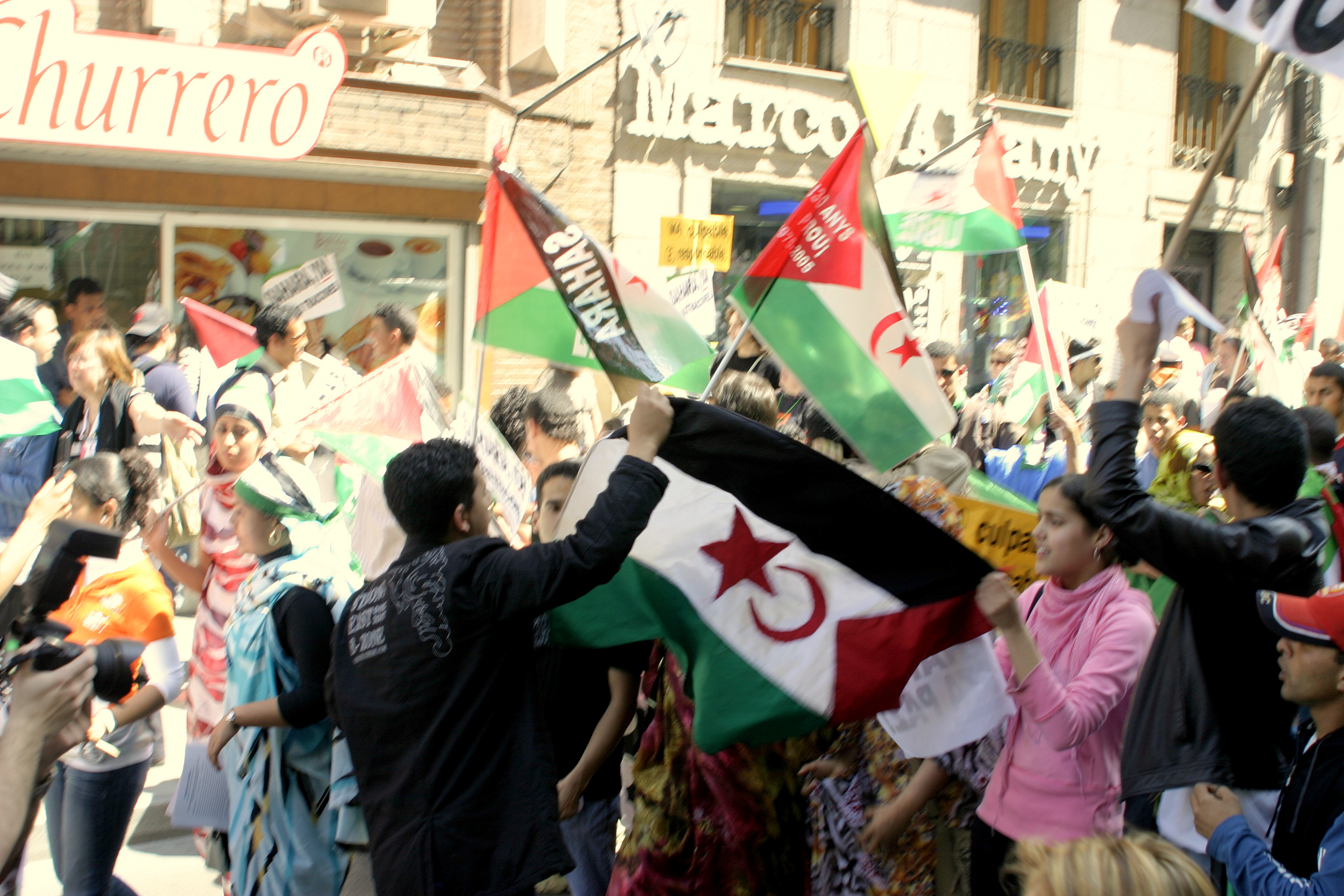
Демонстрація в Мадриді за незалежність Західної Сахари

Марокко є членом Організації Об'єднаних Націй і належить до Ліги арабських держав, Союзу арабського Магрибу (САМ), Організації ісламського співробітництва (ОІВ), Руху неприєднання і Співтовариства держав Сахель у Сахарі (CEN SAD).
Відносини Марокко сильно різняться між африканськими, арабськими і західними державами. Марокко має тісні зв'язки із Заходом, щоб отримувати економічні та політичні вигоди. Франція та Іспанія залишаються основними торговими партнерами, а також первинними кредиторами та іноземними інвесторами в Марокко. Із загального обсягу іноземних інвестицій в Марокко Європейський союз інвестує приблизно 73,5 %, у той час як арабський світ інвестує 19,3 %. Багато країн з регіонів Перської затоки і Магриба беруть все активнішу участь у великомасштабних проєктах з розвитку в Марокко.
Марокко залишається єдиною африканською державою, що не є членом Африканського союзу через одностороннє визнання 12 листопада 1984 р. Сахарської Арабської Демократичної Республіки, проголошеної в 1982 р. (тоді АС називався Організацією африканської єдності), що відбулося без організації референдуму про самовизначення в спірній території Західної Сахари.
Суперечка з Іспанією в 2002 р. на крихітному острівці Перехіль відродила питання суверенітету Мелілья і Сеута. Ці невеликі анклави на узбережжі Середземного моря в оточенні Марокко контролювалися Іспанією протягом століть.
У 2004 р. Марокко надано статус основного союзника поза НАТО.
Марокко входить до програми Європейської політики сусідства Європейського Союзу (ЄПС), що спрямована на те, щоб не припустити виникнення нової лінії розподілу між розширеним ЄС та його сусідами.
Марокко — член наступних організацій: Ліга арабських держав, організація Ісламська конференція, Франкофонія, група Середземноморського діалогу, Постійна консультативна рада країн Магрибу, та «Група 77». Єдина Африканська країна, що була виключена з Африканського Союзу, через загарбання території Західної Сахари.

#### Українсько-марокканські відносини
Уряд Марокко офіційно визнав незалежність України 30 грудня 1991 року, дипломатичні відносини з Україною встановлено 26 червня 1992 року. У Марокко (Рабат) діє українське посольство і консульство, а в Києві посольство Марокко.

### Державна символіка
- Державний прапор
- Державний герб
- Державний гімн

## Адміністративно-територіальній поділ

Мапа регіонів Марокко

З 4 вересня 2015 року територія Марокко поділяється на 12 регіонів (араб. جهة; фр. région), що є адміністративними одиницями першого рівня. Три з них повністю чи частково займають спірну територію Західної Сахари. Регіони, зі свого боку, поділяються на префектури та провінції (їхня кількість залежить від певного регіону) — вони є адміністративними одиницями другого рівня. Також існують і більш дрібні адміністративні одиниці третього рівня: арондісмани, комуни, міські комуни та сільські комуни.
| № на мапі | Регіон                     | Адміністративний центр | Чисельність населення (2014) | Площа   | Густина населення, осіб/км² |   |                               |        |           |        |       |
| --------- | -------------------------- | ---------------------- | ---------------------------- | ------- | --------------------------- | - | ----------------------------- | ------ | --------- | ------ | ----- |
| № на мапі | Регіон                     | Адміністративний центр | Чисельність населення (2014) | Площа   | Густина населення, осіб/км² | 1 | Танжер — Тетуан — Ель-Хосейма | Танжер | 3 556 729 | 15 090 | 235,7 |
| 2         | Східний                    | Уджда                  | 2 314 346                    | 82 820  | 27,94                       |   |                               |        |           |        |       |
| 3         | Фес — Мекнес               | Фес                    | 4 236 892                    | 47 705  | 88,81                       |   |                               |        |           |        |       |
| 4         | Рабат — Сале — Кенітра     | Рабат                  | 4 580 866                    | 18 385  | 249,16                      |   |                               |        |           |        |       |
| 5         | Бені-Меллаль — Хеніфра     | Бені-Меллаль           | 2 520 776                    | 33 208  | 75,91                       |   |                               |        |           |        |       |
| 6         | Касабланка — Сеттат        | Касабланка             | 6 861 739                    | 20 166  | 340,26                      |   |                               |        |           |        |       |
| 7         | Марракеш — Сафі            | Марракеш               | 4 520 569                    | 38 445  | 117,59                      |   |                               |        |           |        |       |
| 8         | Драа — Тафілалет           | Ер-Рашидія             | 1 635 008                    | 105 383 | 15,51                       |   |                               |        |           |        |       |
| 9         | Сус — Масса                | Агадир                 | 2 676 847                    | 51 642  | 51,83                       |   |                               |        |           |        |       |
| 10        | Гельмім — Уед-Нун¹         | Гельмім                | 433 757                      | 64 473  | 8,4                         |   |                               |        |           |        |       |
| 11        | Ель-Аюн — Сакія-ель-Хамра¹ | Ель-Аюн                | 367 758                      | 121 219 | 3,03                        |   |                               |        |           |        |       |
| 12        | Дахла — Уед-ед-Дагаб²      | Дахла                  | 142 955                      | 142 865 | 1                           |   |                               |        |           |        |       |
| Всього    | Всього                     | Всього                 | 33 848 242                   | 741 401 | 45,65                       |   |                               |        |           |        |       |

¹ — частково в межах спірної території Західної Сахари
² — повністю в межах спірної території Західної Сахари

## Збройні сили
Чисельність збройних сил у 2000 році становила 198 тис. військовослужбовців. Загальні витрати на армію становили 160 млн доларів США.

## Економіка
Марокко — аграрно-індустріальна держава, що розвивається. Валовий внутрішній продукт (ВВП) у 2006 році становив 147 млрд доларів США (52-ге місце в світі); що у перерахунку на одну особу становить 4,4 тис. доларів (110-те місце в світі). Промисловість разом із будівництвом становить 32 % від ВВП держави; аграрне виробництво разом з лісовим господарством і рибальством — 16 %; сфера обслуговування — 52 % (станом на 2006 рік). Зайнятість активного населення у господарстві країни розподіляється таким чином:
- 15 % — промисловість і будівництво
- 50 % — аграрне, лісове і рибне господарства
- 35 % — сфера обслуговування (станом на 2006 рік)[3].

Надходження в державний бюджет Марокко за 2006 рік становили 15,9 млрд доларів США, а витрати — 20,4 млрд; дефіцит становив 22 %.
За даними [Index of Economic Freedom, The Heritage Foundation, U.S.A. 2001] темп зростання ВВП — 6,5 %. Прямі закордонні інвестиції — $ 291 млн.

### Валюта
Національною валютою країни слугує марокканський дирхам. У 2006 році за 1 долар США давали 8,77 дирхама.

### Промисловість
Головні галузі промисловості: текстильна, шкіряна, фармацевтична, хімічна, нафтохімічна, будівельних матеріалів, гірнича і харчова.

### Гірнича промисловість
Марокко є третьою країною в світі за видобутком фосфатів, зміна цін на світовому ринку на них значно впливає на економіку Марокко в цілому.
У 2005 році видобуток нафти становив 109,5 млн барелів (половина з якої використано потужностями власної економіки). Видобуток природного газу становив 18 млрд м³ (увесь для внутрішніх потреб).

### Енергетика
За 2004 рік було вироблено 18,5 млрд кВт·год електроенергії (експортовано 0 млн кВт·год); загальний обсяг спожитої — 18,9 млрд кВт·год (імпортовано 1,7 млрд кВт·год).
У 2004 році споживання нафти склало 170 тис. барелів на добу, природного газу — 50 млн м³ на добу.

### Агровиробництво
У сільськогосподарському обробітку знаходиться 18 % площі держави. Головні сільськогосподарські культури: зернові, цитрусові (назва мандаринів, «танжерин» пішла від назви марокканського порту Танжер, звідки їх масово експортували), оливки, цукрова тростина, цукровий буряк, банани, виноград.
Велике значення має тваринництво (у тому числі і як сировинна база для шкіряної промисловості). Поголів'я овець складає 16 млн голів, кіз — 5 млн, великої рогатої худоби — 2,5 млн. Розвивається птахівництво.
У прибережних водах виловлюють 840 тис. тон риби на рік (1 місце на африканському континенті).
Починаючи з 1960-х років, з ініціативи Короля Хасана II була прийнята програма по будівництву водосховищ і розвитку водних ресурсів дозволила забезпечити питною водою населення а також сільське господарство та інші сектори економіки зберігши при цьому водні ресурси країни. Завдяки цій політиці, в 2014—2015 роках королівство має понад 139 великих водосховищ із загальною потужністю понад 17,6 млрд кубічних метрів і більше ста дрібних гребель. У середньому в рік вводитися в дію по 2—3 великих водосховищ. Будівництво здійснюється в основному місцевими підрядниками.

### Транспорт
Транспорт: автомобільний, морський, залізничний, повітряний. У Марокко є 17 морських портів, в тому числі 8 великих: Касабланка, Сафі, Мохаммедія, Надор, Танжер, Агадір, Махдія, Джорф-Ласфар. Найважливіший аеропорт знаходиться в Касабланці; крім нього, Марокко має у своєму розпорядженні ще десять великих аеропортів, з яких п'ять мають міжнародне значення. Основні вантажі перевозяться морським транспортом. Це — фосфати (54 % перевезень) і нафтопродукти (15,6 %).
У 2018 році, Маррокко стане першою Африканською країною, що має високошвидкісний залізничний транспорт, а до 2030 планується побудувати близько 1500 км високошвидкісних залізничних ліній (ТЖВ).

### Туризм

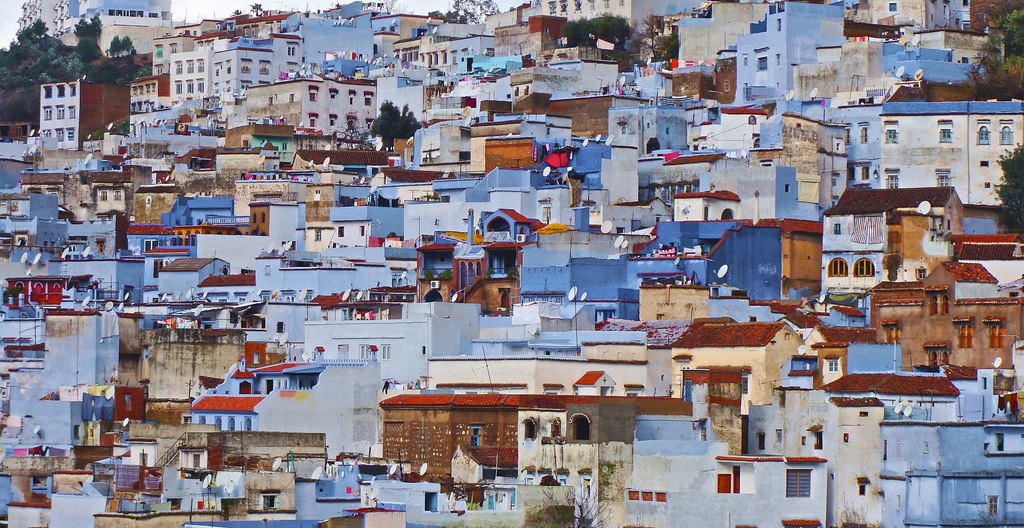
«Блакитне місто» Шафшаван є популярним туристичним напрямком

У 1996 році Марокко відвідало 2,5 млн іноземних туристів, що дало прибуток у 1,2 млрд доларів США.

### Зовнішня торгівля
Основні торговельні партнери Марокко: Франція, Іспанія, США, Індія.
Держава експортує: харчові продукти, аграрну сировину, рибу. Основні покупці: Франція (28 %); Іспанія (10 %); Індія (6 %). У 2006 році вартість експорту склала 6,9 млрд доларів США.
Держава імпортує: продукти харчування, паливо, промислові вироби. Основні імпортери: Франція (21 %); Іспанія (8 %); США (7 %). У 2006 році вартість імпорту склала 10 млрд доларів США.

## Населення
Населення Марокко нерівномірно розподілене. Основні міста й агломерації розташовані в північній частині країни та вздовж узбережжя: Рабат (столиця держави), Касабланка (найбільше місто, економічний центр), Танжер (важливий порт біля Гібралтарської протоки), Фес і Марракеш (культурні та історичні центри). Гірські райони менш заселені, а пустелі майже незаселені, за винятком оазисів.
Населення держави у 2020 році становило 36 910 560 осіб (40-ве місце в світі). Населення країни у 1926 році становило 4,2 млн осіб; у 1960 році — 11,6 млн осіб; у 1980 році — 20,3 млн осіб. Густота населення — 74,84 осіб/км² (135-те місце в світі). Згідно статистичних даних за 2006 рік народжуваність 22 ‰; смертність 5,6 ‰; природний приріст 16,4 ‰.
Вікова піраміда населення виглядає наступним чином (станом на 2006 рік):
- діти віком до 14 років — 31,6 % (5,3 млн чоловіків, 5,1 млн жінок);
- дорослі (15—64 років) — 63,4 % (10,5 млн чоловіків, 10,6 млн жінок);
- особи похилого віку (65 років і старіші) — 5 % (0,72 млн чоловіків, 0,94 млн жінок).

### Урбанізація
Рівень урбанізованості в 2000 році склав 49 %. Головні міста держави: Рабат (625 тис. осіб), Дар-ель-Бейда (Касабланка) (2,9 млн осіб), Фес (775 тис. осіб), Марракеш (755 тис. осіб), Уджда (680 тис. осіб).

### Етнічний склад

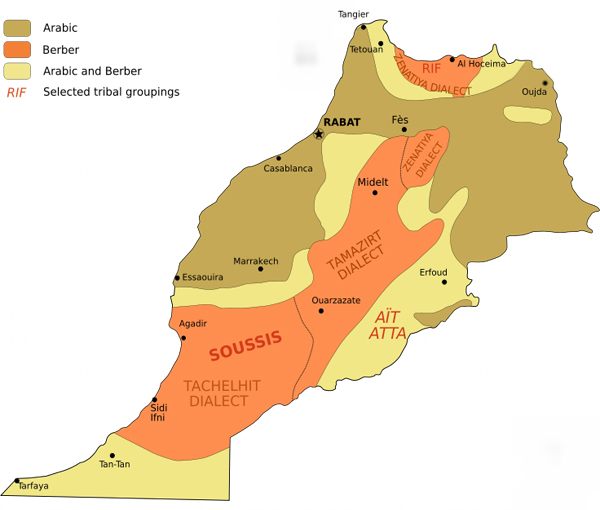
Етнічна мапа Марокко

Головні етноси, що складають марокканську націю: араби — 65 %, бербери — 33 %.
Існує численна марокканська діаспора, переважно у Франції, до якої зараховують близько мільйона осіб включно із третім поколінням мігрантів. Багато марокканських общин і в Іспанії (близько 700 000 осіб), Нідерландах (360 000 осіб) та Бельгії (300 000 осіб). У Ізраїлі марокканські євреї складають другу за кількістю етнічну підгрупу країни.

### Мови
Державна мова: арабська. Арабською мовою у побуті користуються 75 % населення країни, берберською — 25 %, в ужитку також французька і іспанська мови.

### Релігії
Головна релігія держави: іслам сунітського спрямування — 99 % населення.

### Охорона здоров'я
Очікувана середня тривалість життя в 2006 році становила 70,9 року: для чоловіків — 68,6 року, для жінок — 73,4 року. Смертність немовлят до 1 року становила 40,2 ‰ (станом на 2006 рік). Населення забезпечене місцями в стаціонарах лікарень на рівні 1 ліжко-місце на 960 жителів; лікарями — 1 лікар на 5 тис. жителів (станом на 1996 рік). Витрати на охорону здоров'я в 1990 році склали 2,6 % від ВВП країни.

### Освіта
Рівень письменності в 2003 році становив 51,7 %: 64,1 % серед чоловіків, 39,4 % серед жінок.
Витрати на освіту в 1996 році становили 3,3 % ВВП.

### Інтернет
У 2001 році всесвітньою мережею Інтернет у Марокко користувались 120 тис. осіб.

## Культура

Марокканський каптан

Марокко — країна з багатою культурою та цивілізацією, що лишалися практично в первісному вигляді протягом тривалого часу. Марокканська кухня довго вважалась однією з найрозмаїтіших кухонь світу. Марокко — багатонаціональна країна, що протягом своєї багатовікової історії на додачу до корінних берберів приймала багато етнічних груп, що прибували зі сходу (фінікійців, євреїв, арабів), півдня (маврів), та півночі (римлян та вандалів), кожна з яких мала істотний вплив на соціальну структуру Марокко. Тут розповсюджені багато вірувань — від язичництва до юдаїзму, християнства та ісламу.
Серед своїх основних пріоритетів Марокко визначило захист культурного різноманіття та збереження культурного надбання.

### Архітектура
Традиційна архітектура Марокко представлена невеличкими житловими будинками, так званими дарами (Dar), що характеризуються в першу чергу відсутністю вікон та будь-якого орнаменту. Складаються з товстих високих стін, що охороняють її мешканців від грабіжників, звірів та подібних небезпек.

### Кінематограф
У Марокко розвинений кінематограф. Ще в 1944 році було запроваджено Марокканський кінематографічний центр та відкрито кіностудію в Рабаті. Крім того, багато іноземних режисерів знімали кіно в Марокко. У 2001 році вперше проведено Міжнародний кінофестиваль Марракешу.

### Кухня
Загалом марокканці їдять баранину.